# Ágios Athanásios (ort i Grekland, Joniska öarna)
Ágios Athanásios (Agios Athanasios) är en ort i Grekland.   Den ligger i prefekturen Nomós Kerkýras och regionen Joniska öarna, i den västra delen av landet, 400 km nordväst om huvudstaden Aten. Ágios Athanásios ligger 177 meter över havet och antalet invånare är 192. Den ligger på ön Korfu.
Terrängen runt Ágios Athanásios är kuperad åt sydost, men åt nordväst är den platt.Runt Ágios Athanásios är det ganska tätbefolkat, med 214 invånare per kvadratkilometer. Närmaste större samhälle är Agios Georgis, 1,7 km väster om Ágios Athanásios. I omgivningarna runt Ágios Athanásios växer i huvudsak blandskog.